# Coelichneumon latimodjongis
Coelichneumon latimodjongis là một loài tò vò trong họ Ichneumonidae.